# Cappella Ovetari

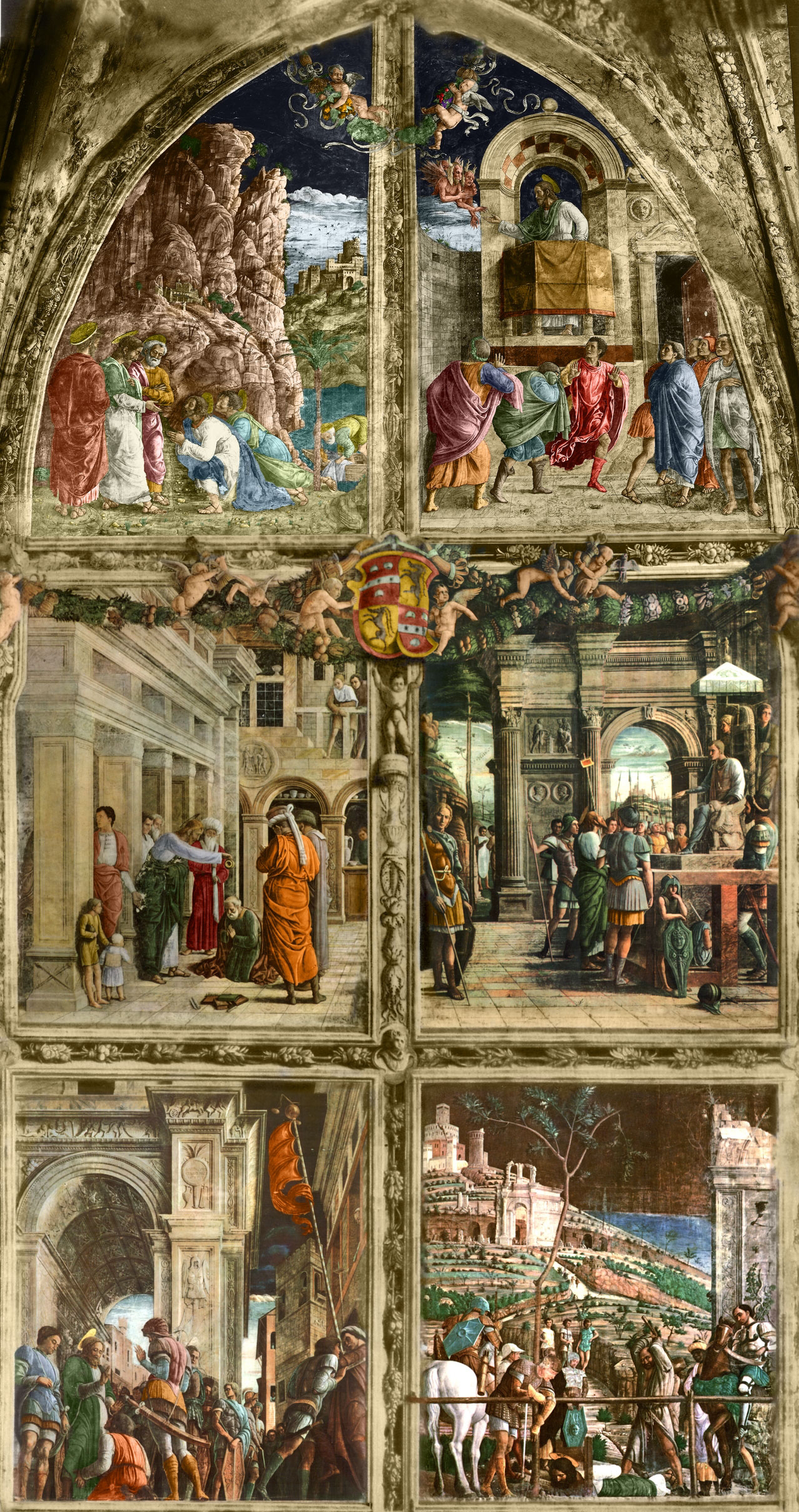
Andrea Mantegna, Storie di san Giacomo

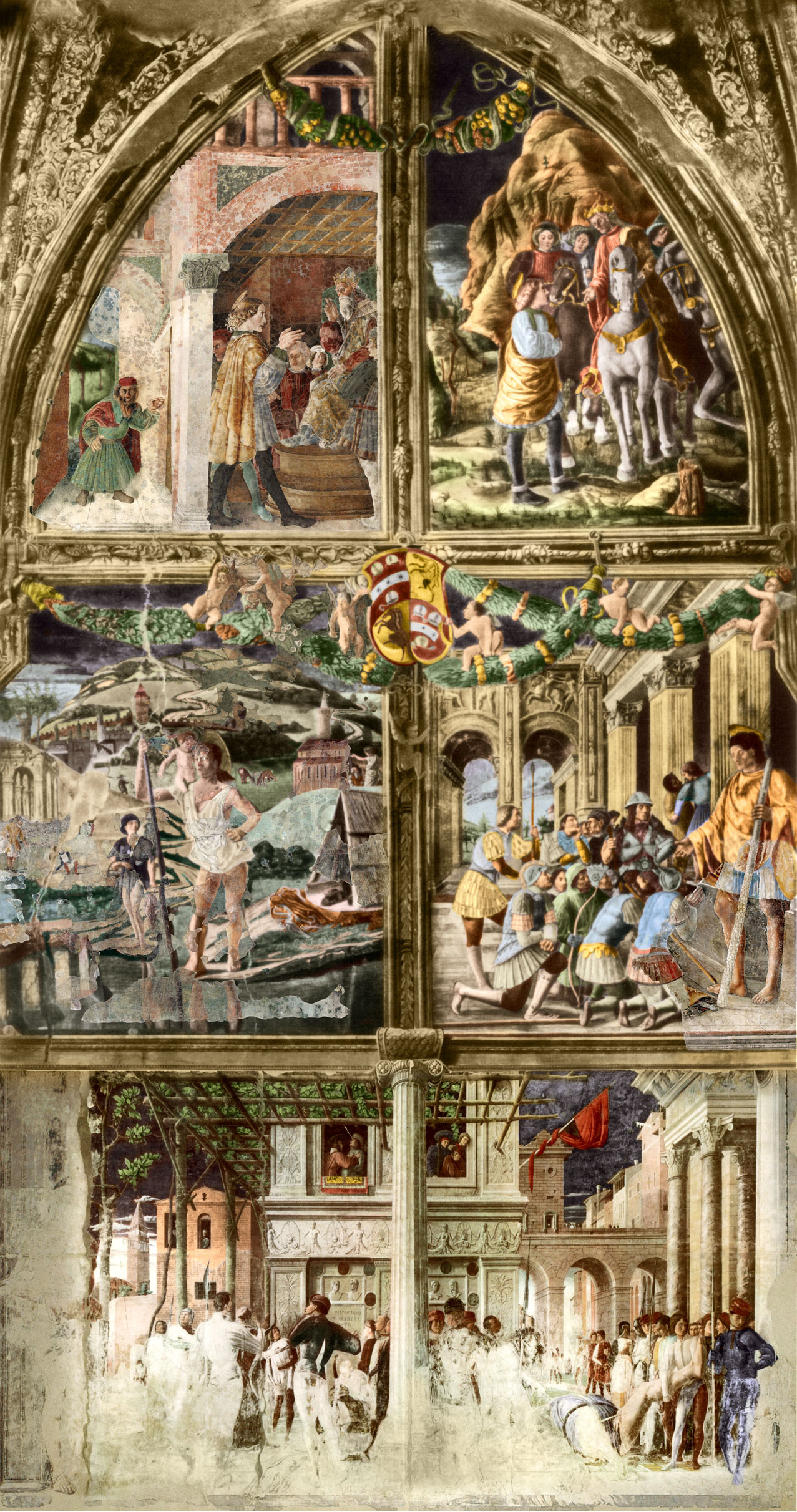
Ansuino da Forlì, Bono da Ferrara, Andrea Mantegna, Storie di san Cristoforo

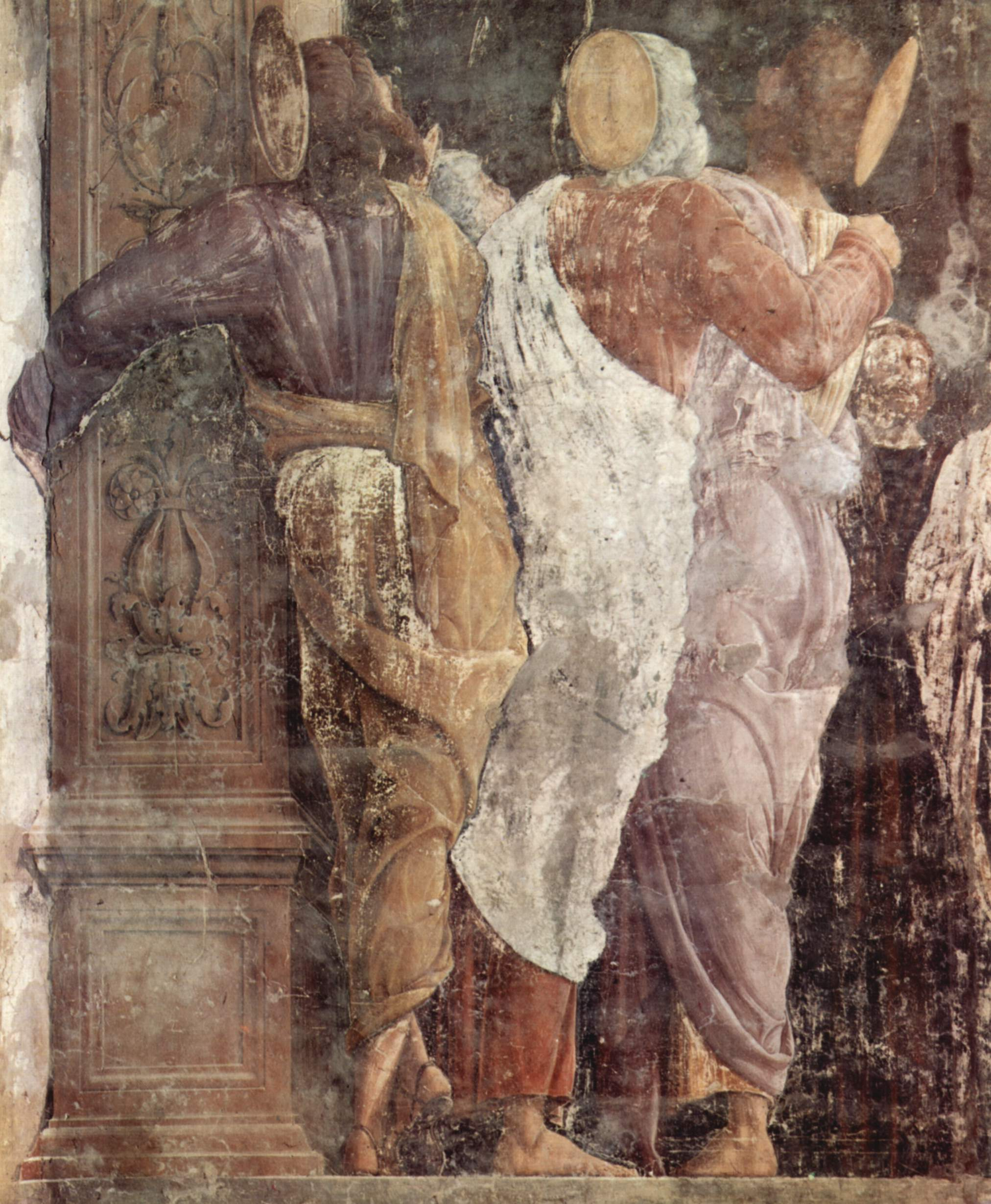
Particolare dellAssunzione

La cappella Ovetari si trova nel braccio destro del transetto della chiesa degli Eremitani a Padova. È celebre per aver ospitato un ciclo di affreschi di Andrea Mantegna e altri, dipinto tra il 1450 e il 1460. Opera chiave del Rinascimento padovano, durante la seconda guerra mondiale la cappella venne bombardata dagli anglo-americani l'11 marzo 1944 e gli affreschi andarono quasi completamente distrutti (si salvarono solo due scene staccate in precedenza e pochi frammenti). Oggi è comunque possibile farsene un'idea mediante foto d'epoca, in bianco e nero, e tramite alcuni frammenti sparsi che sono stati ricomposti in occasione del restauro concluso nel 2006.

## Storia
Il notaio Antonio Ovetari morendo lasciò una cospicua somma di denaro per la decorazione della cappella di famiglia nella Chiesa degli Eremitani. Dell'attuazione della disposizione si occupò la vedova Imperatrice Ovetari, che nel 1448 incaricò un gruppo eterogeneo di artisti, che andava dai muranesi e più anziani Giovanni d'Alemagna e Antonio Vivarini, ai padovani, giovani e agguerriti Nicolò Pizolo ed Andrea Mantegna. Mantegna in particolare era appena diciassettenne, allora all'inizio della carriera dopo l'apprendistato nella bottega di Squarcione, ma godeva già di una notevole considerazione come artista, tanto da aggiudicarsi varie commissioni di rilievo. Nicolò era un artista con una spiccata capacità nel rendere un volume quasi scultoreo alle figure dipinte, che trasmise presto anche al collega Mantegna. Nel progetto originario i muranesi dovevano dipingere l'arcone con Storie della Passione di Cristo (mai eseguite), la volta a crociera e la parete destra (Storie di san Cristoforo), mentre ai due giovani padovani spettava il resto, cioè la parete sinistra (Storie di san Giacomo maggiore) e l'abside.
Nel 1449 sorsero i primi contrasti tra Mantegna e Pizolo, con il primo citato in giudizio dal secondo a causa delle continue interferenze nell'esecuzione della pala della cappella. Ciò comportò una redistribuzione da parte dei committenti del lavoro tra gli artisti. Probabilmente per questi contrasti Mantegna sospese il suo lavoro e visitò Ferrara.
Nel 1450 morì Giovanni, che aveva fatto in tempo a dipingere solo i festoni decorativi della volta, e poco dopo, nel 1451 abbandonò l'opera anche il Vivarini, artista veneziano dallo stile arcaicamente tardogotico, che aveva dipinto i quattro Evangelisti sulla volta. Vennero sostituiti da Bono da Ferrara e Ansuino da Forlì, stilisticamente legati all'esempio di Piero della Francesca.
Mantegna iniziò a dipingere dagli spicchi del catino absidale, dove lasciò tre figure di santi, tra cui si trovavano i medaglioni con i Dottori della Chiesa di Nicolò Pizolo.
In seguito Mantegna si dedicò probabilmente alla lunetta della parete sinistra, con la Vocazione dei santi Giacomo e Giovanni e la Predica di san Giacomo, completati entro il 1450, per poi passare al registro mediano.
Alla fine del 1451 i lavori vennero interrotti per mancanza di fondi, per essere ripresi nel novembre 1453 e conclusi nel 1457. In questa seconda fase fu protagonista solo Mantegna, anche per la morte di Pizzolo (1453), che completò le Storie di san Giacomo, affrescò la parete centrale con l'Assunzione della Vergine e infine si dedicò al completamento del registro inferiore delle Storie di san Cristoforo, iniziate da Bono da Ferrara e da Ansuino da Forlì, dove realizzò due scene unificate: il Martirio e trasporto del corpo decapitato di san Cristoforo, le più ambiziose dell'intero ciclo. Nel 1457 Imperatrice Ovetari intentò una causa contro Mantegna poiché nell'affresco dell'Assunzione aveva dipinto solo otto apostoli invece di dodici. Vennero chiamati a dare un parere i pittori Pietro da Milano e Giovanni Storlato che giustificarono la scelta di Mantegna per la mancanza di spazio.
Verso il 1880 vennero staccate due scene particolarmente danneggiate, l'Assunzione e il Martirio e trasporto di san Cristoforo. Durante la seconda guerra mondiale gli affreschi staccati vennero infatti precauzionalmente ricoverati altrove, salvandoli così dalla distruzione.
L'11 marzo 1944 infatti la chiesa degli Eremitani venne bombardata dagli anglo-americani, distruggendo numerose opere d'arte, tra cui c'erano anche gli affreschi della cappella Ovetari. Degli affreschi perduti resta comunque una documentazione fotografica in bianco e nero, di risoluzione non altissima, che non permette di sciogliere alcuni dubbi attributivi, ma in grado comunque di testimoniare l'aspetto del ciclo.
Un recente restauro, coadiuvato dall'uso di apparecchiature computerizzate, si è concluso nel 2006 in occasione del cinquecentenario della morte del Mantegna. Vennero ricollocati tutti i frammenti che erano stati salvati nel 1944, anche se l'insieme si è rivelato estremamente frammentario. La cappella venne riaperta in occasione di una grande mostra il 16 settembre 2006.

## Descrizione

### Architettura
La cappella è composta da un vano di accesso a base rettangolare coperto da volta a crociera, dove si innesta un'abside pentagonale introdotta da un arco, dove si trovano un'apertura circolare e quattro alte finestre che garantiscono l'illuminazione.

### Affreschi
La cappella era dedicata ai santi Giacomo Maggiore e Cristoforo, con le due pareti laterali dedicate alle storie di ciascuno dei due santi, composte da sei episodi disposti su tre registri sovrapposti: registro inferiore, mediano e superiore, quest'ultimo composto da una lunetta a tutto tondo. Nonostante la molteplicità delle maestranze attive nel cantiere, non sempre chiaramente distinguibili, lo schema compositivo dell'intero ciclo viene riferito a Mantegna, che ideò probabilmente il sistema unitario di cornici architettoniche. Le storie raffigurate dipendevano dalla Leggenda aurea.
La parete nord (lato sinistro guardando l'altare) era interamente dipinta da Mantegna, dedicata alle storie di san Giacomo e comprendeva:
- Vocazione dei santi Giacomo e Giovanni di Andrea Mantegna
- Predica di san Giacomo di Andrea Mantegna
- San Giacomo battezza Ermogene di Andrea Mantegna
- Giudizio di san Giacomo di Andrea Mantegna
- Miracolo di san Giacomo di Andrea Mantegna
- Martirio di san Giacomo di Andrea Mantegna

La parete sud (lato destro guardando l'altare) comprende le Storie di san Cristoforo:
- Congedo di san Cristoforo dal re di Ansuino da Forlì (attr.)
- San Cristoforo e il re dei demoni di Ansuino da Forlì (attr.)
- San Cristoforo traghetta Gesù Bambino di Bono da Ferrara (firmato)
- Predica di san Cristoforo di Ansuino da Forlì (firmato)
- Martirio di san Cristoforo di Andrea Mantegna
- Trasporto del corpo decapitato di san Cristoforo di Andrea Mantegna.

Sulla parete centrale, dove si apre la finestrella, si trova una stretta e alta rappresentazione dell'Assunzione della Vergine di Mantegna. Esistono inoltre alcuni frammenti, come un Serafino, proveniente forse dai pilastri.

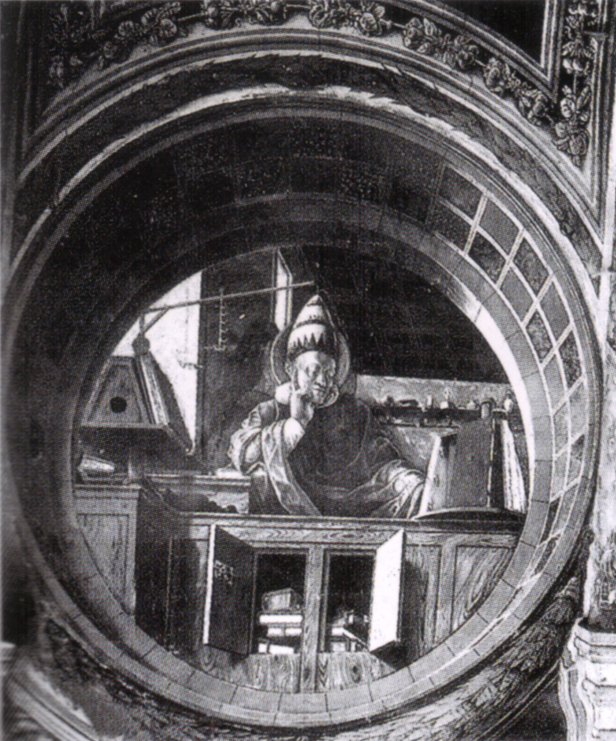
Nicolò Pizzolo, San Gregorio

La volta era decorata dai quattro Evangelisti di Antonio Vivarini tra i festoni di Giovanni d'Alemania, mentre il catino absidale era diviso in sottili spicchi, dove Mantegna aveva affrescato i santi Pietro, Paolo e Cristoforo entro una cornice in pietra impreziosita da festoni di frutta. Queste figure hanno analogie con gli affreschi di Andrea del Castagno nella chiesa veneziana di San Zaccaria (1442), sia nel formato, che nella fermezza scultorea, addolcita da morbidi trapassi di toni nei panneggi. Molto simile è anche la nuvoletta che fa da base alle figure, le quali vi si appoggiano saldamente.
Nei restanti spazi si trovavano il Padre eterno benedicente e i Dottori della Chiesa entro medaglioni, affrescati da Nicolò Pizzolo. I Dottori erano figure maestose, con i santi raffigurati come umanisti al lavoro nei rispettivi studi, inquadrati da cornici circolari scorciate illusionisticamente.
L'arcone infine era affrescato con due teste gigantesche, che venivano in genere identificate con i due autoritratti di Mantegna e di Pizzolo.
La decorazione della cappella era completata da una pala in terracotta rivestita di bronzo eseguita da Nicolò Pizzolo, che, sebbene molto danneggiata, esiste ancora e si trova tutt'oggi nella cappella. Si tratta di una Sacra conversazione a bassorilievo, che riprende da vicino lo schema compositivo dell'altare del Santo di Donatello.

## Stile

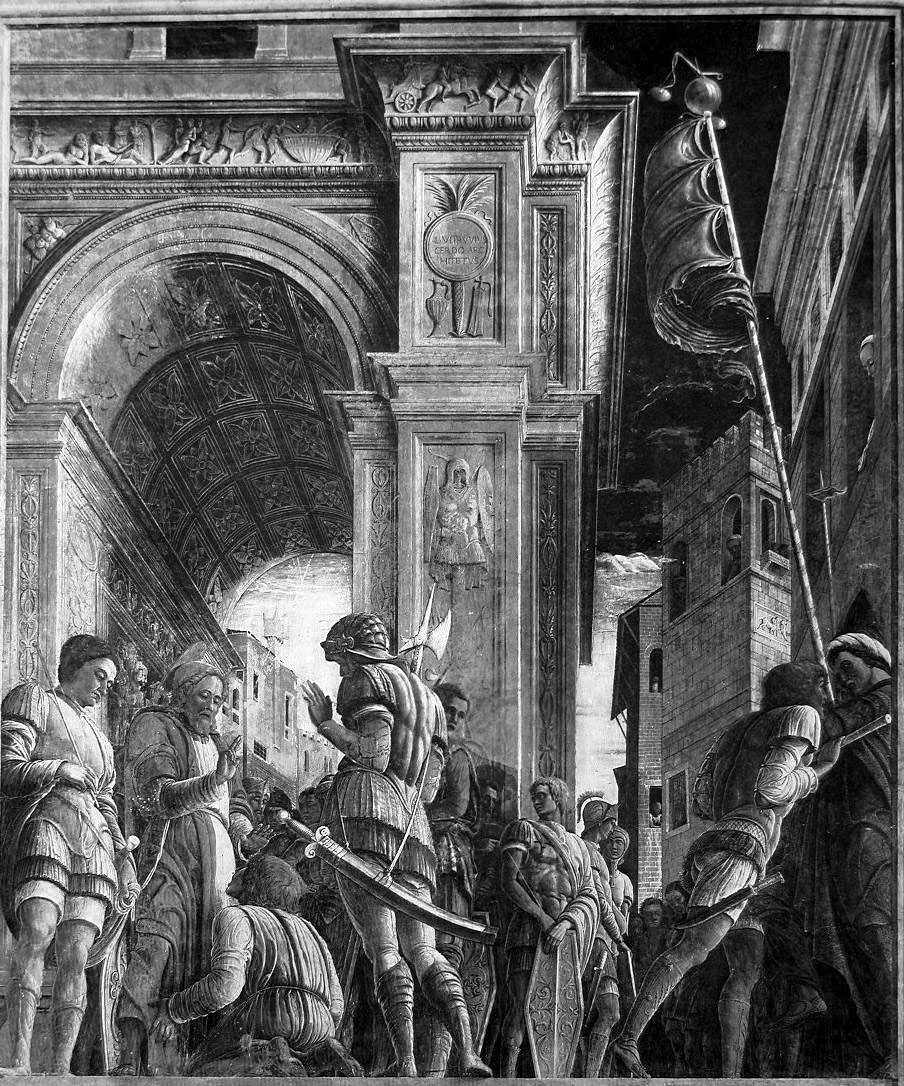
Miracolo di san Giacomo

All'epoca degli affreschi agli Eremitani Mantegna dipingeva già con una precisa applicazione della prospettiva unita ad una rigorosa ricerca antiquaria, ben più profonda di quella del suo maestro Squarcione. La decorazione ad affresco, che si protrasse per quasi un decennio, mette in luce, nel caso di Mantegna, il progressivo affinamento del suo linguaggio.

### San Giacomo

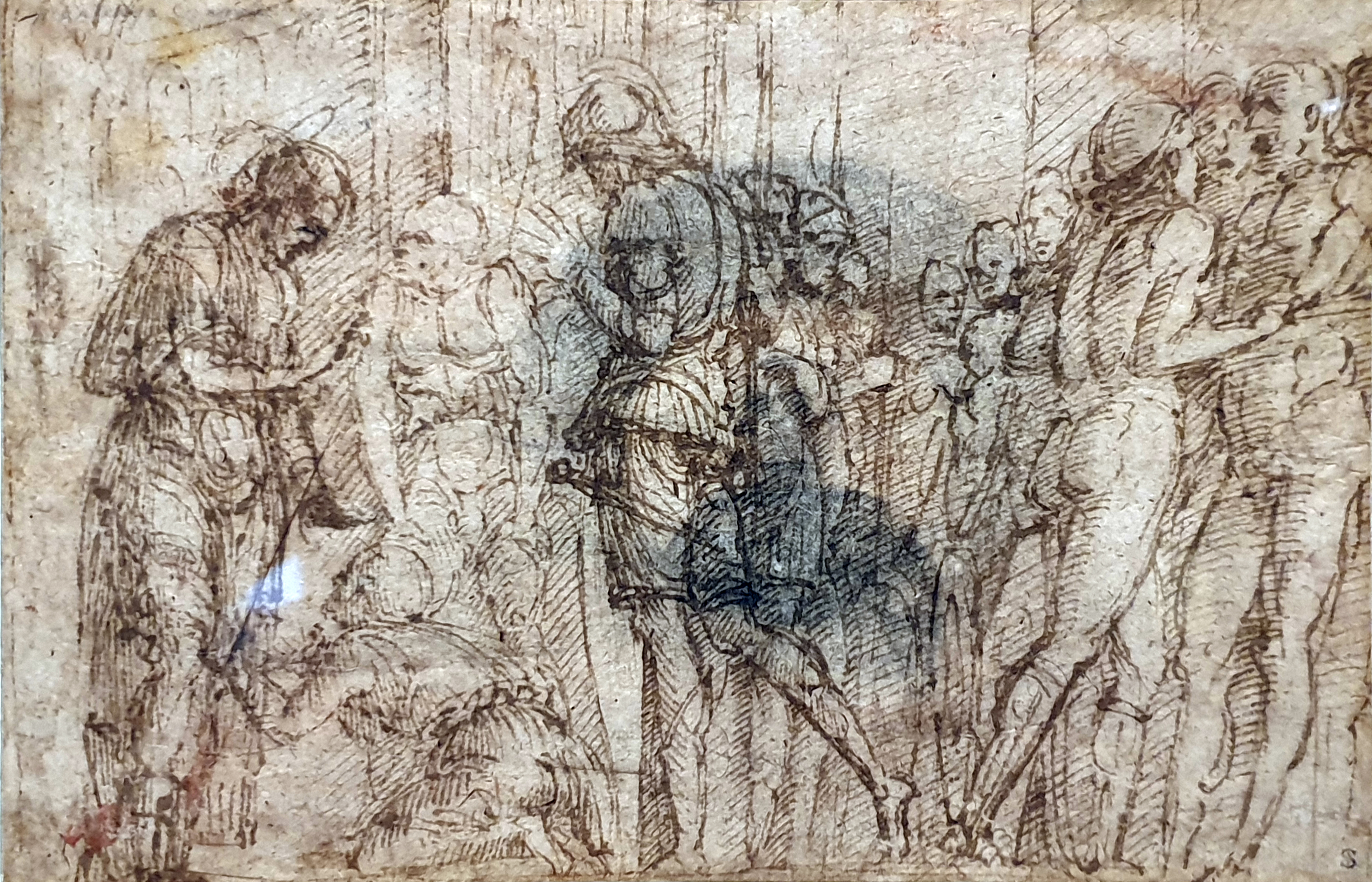
Disegno Preparatorio del Miracolo di san Giacomo. Collezione del British Museum, Londra

Nelle prime Storie di san Giacomo, in particolare nella lunetta, la prospettiva mostrava ancora qualche incertezza, mentre nelle due scene sottostanti essa appare invece ormai ben dominata. Il punto di vista, centrale nel registro superiore, è abbassato nelle scene sottostanti e unifica lo spazio dei due episodi, con il punto di fuga di entrambe le scene impostato sul pilastrino centrale dipinto. Aumentano nelle scene successive gli elementi tratti dall'antico, come il maestoso arco trionfale che occupa due terzi del Giudizio, a cui vanno aggiunti medaglioni, pilastri, rilievi figurati e iscrizioni in lettere capitali, derivati probabilmente dall'esempio degli album di disegni di Jacopo Bellini, il padre di Gentile e Giovanni, e suocero di Mantegna. Le armature, i costumi e le architetture classiche, a differenza dei pittori "squarcioneschi", non erano semplici decorazioni di sapore erudito, ma concorrevano a fornire una vera e propria ricostruzione storica degli eventi. 

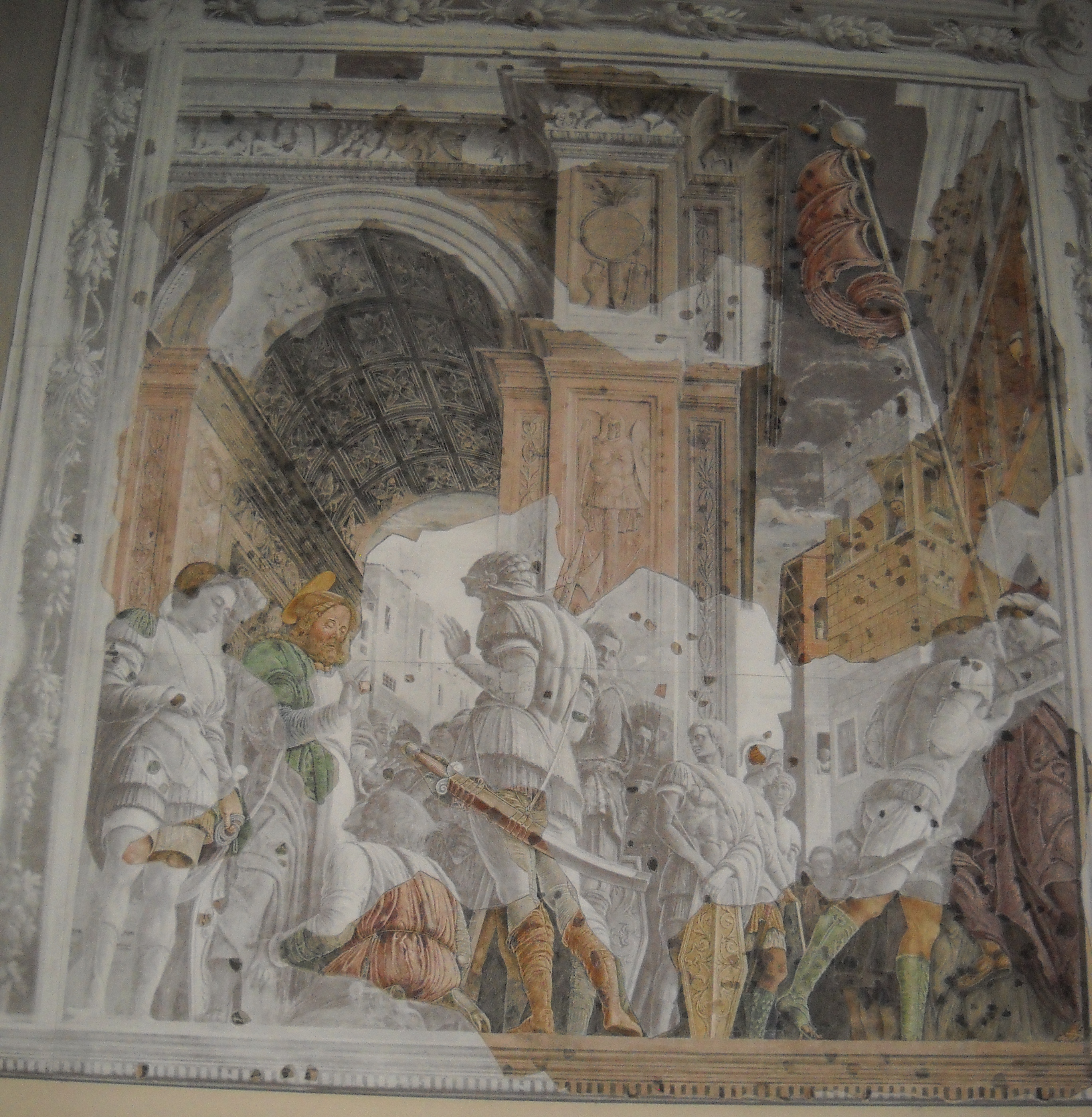
Miracolo di San Giacomo, dopo il restauro

Tra le innovazioni di questi primi affreschi ci sono anche l'uso di scorci vertiginosi, la ricchezza di figure, come nel brulicante fondale del Martirio, dominato da una città medievale ideale. La tecnica si evolve gradualmente da un tratto duro e, in alcuni passaggi, delicato, a un tratteggio più denso e chiaroscurato, che dà alle figure la consistenza dei marmi e le pietre dure. Ciò, assieme all'impostazione monumentale "all'antica", contribuisce a dare alle figure umane una certa rigidità, che le faceva apparire come statue.
Nell'Andata di san Giacomo al martirio la linea dell'orizzonte è al di sotto e all'esterno del quadro, generando una visione in scorcio dal basso verso l'alto (di sotto in su); in tal modo le figure acquistano in monumentalità e sicurezza volumetrica. Dietro ai personaggi, in evidenza si trova una volta a botte con cassettoni, un lato della quale si trova sopra il punto di fuga, dando alla scena una certa artificiosità; lo squarcio tra la folla, usato per dare profondità, è una citazione di Donatello, il pezzo antico come in tutte le altre scene viene usato nella composizione per fornire una ricostruzione storica degli eventi recuperando la monumentalità del mondo romano che muta le figure in statue.

### San Cristoforo

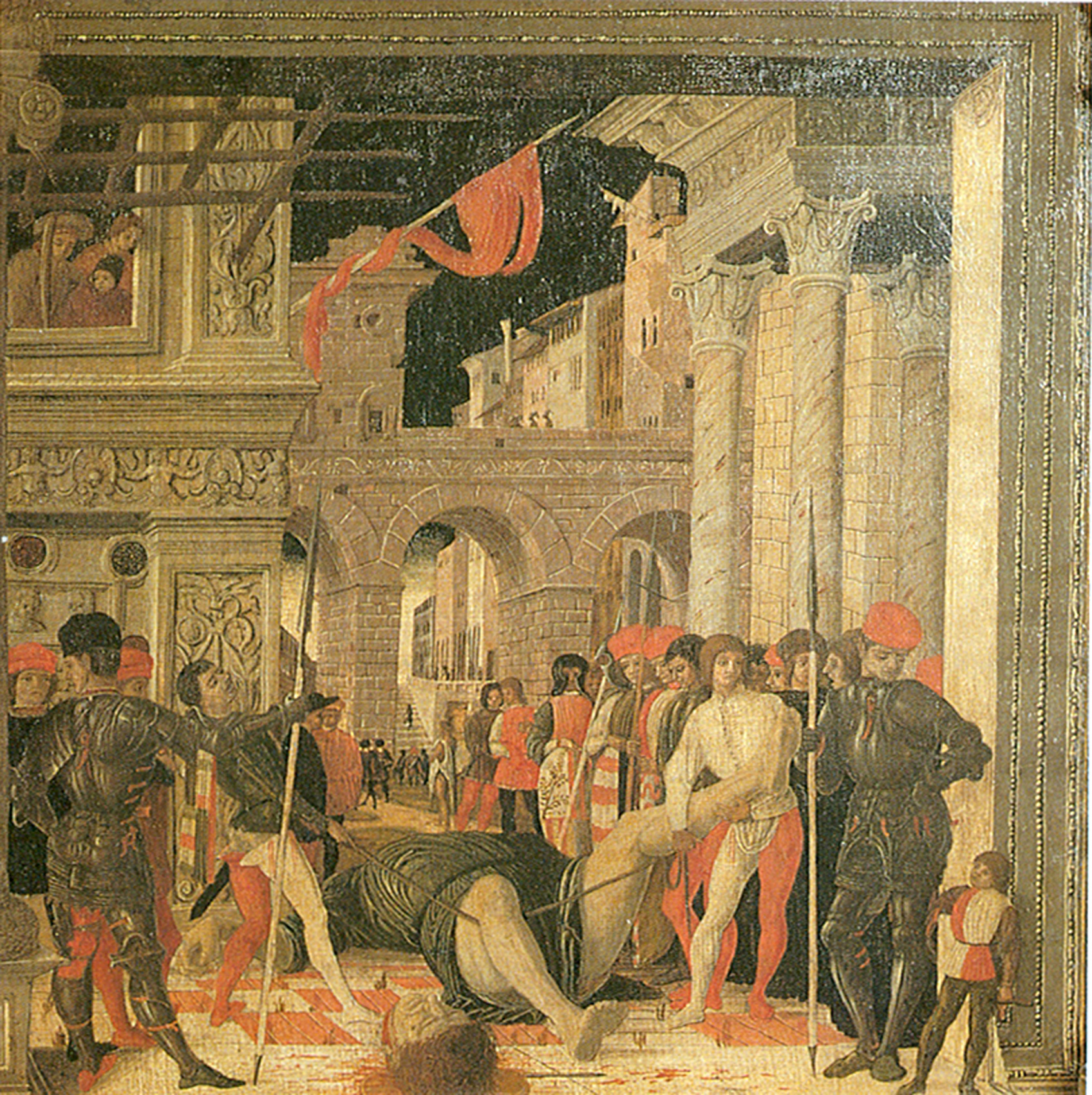
Trasporto del corpo di san Cristoforo, copia del museo Jacquemart-André

Più sciolto appare l'episodio del Martirio di san Cristoforo, dipinto nella seconda fase degli affreschi (1454-1457), dove le architetture hanno acquistato un tratto illusionistico che fu una delle caratteristiche base di tutta la produzione di Mantegna. Nella parete sembra infatti aprirsi una loggia, dove è ambientata la scena di martirio, con un'impostazione più ariosa ed edifici tratti non solo dal mondo classico. Le figure, tratte anche dall'osservazione quotidiana, sono più sciolte e psicologicamente individuate, con forme più morbide, che suggeriscono l'influenza della pittura veneziana, in particolare di Giovanni Bellini, del quale dopotutto Mantegna aveva sposato la sorella nel 1454.
Come nell'Assunzione, alcune figure, visibili ormai solo sulle copie antiche del ciclo (una ad esempio al Museo Jacquemart-André di Parigi), straripavano oltre la cornice, dilatando illusionisticamente lo spazio verso lo spettatore.

## Galleria d'immagini

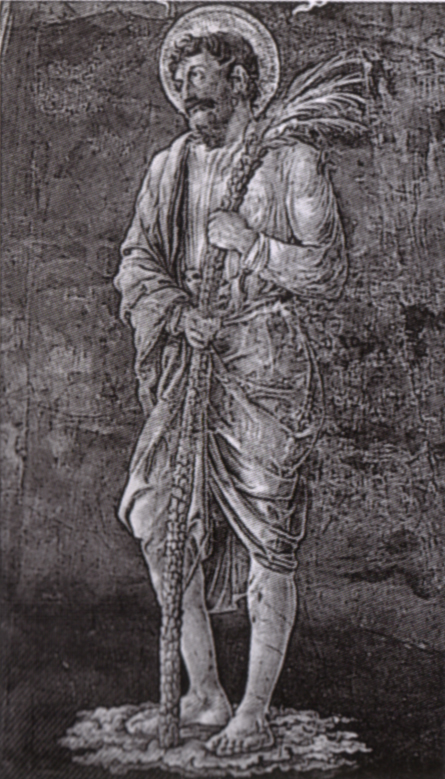
Mantegna, San Cristoforo
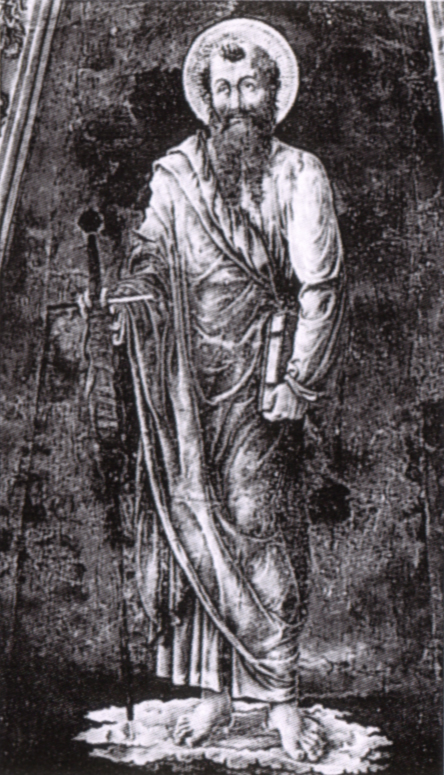
Mantegna, San Paolo
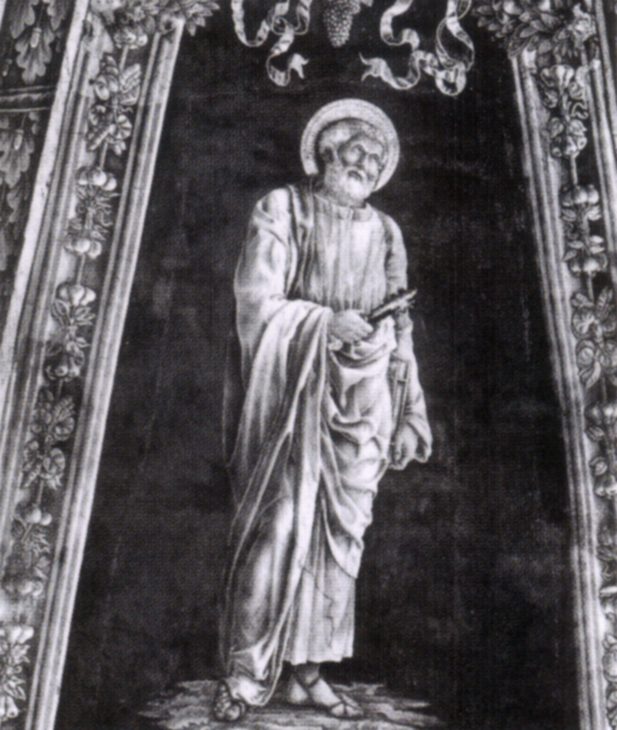
Mantegna, San Pietro
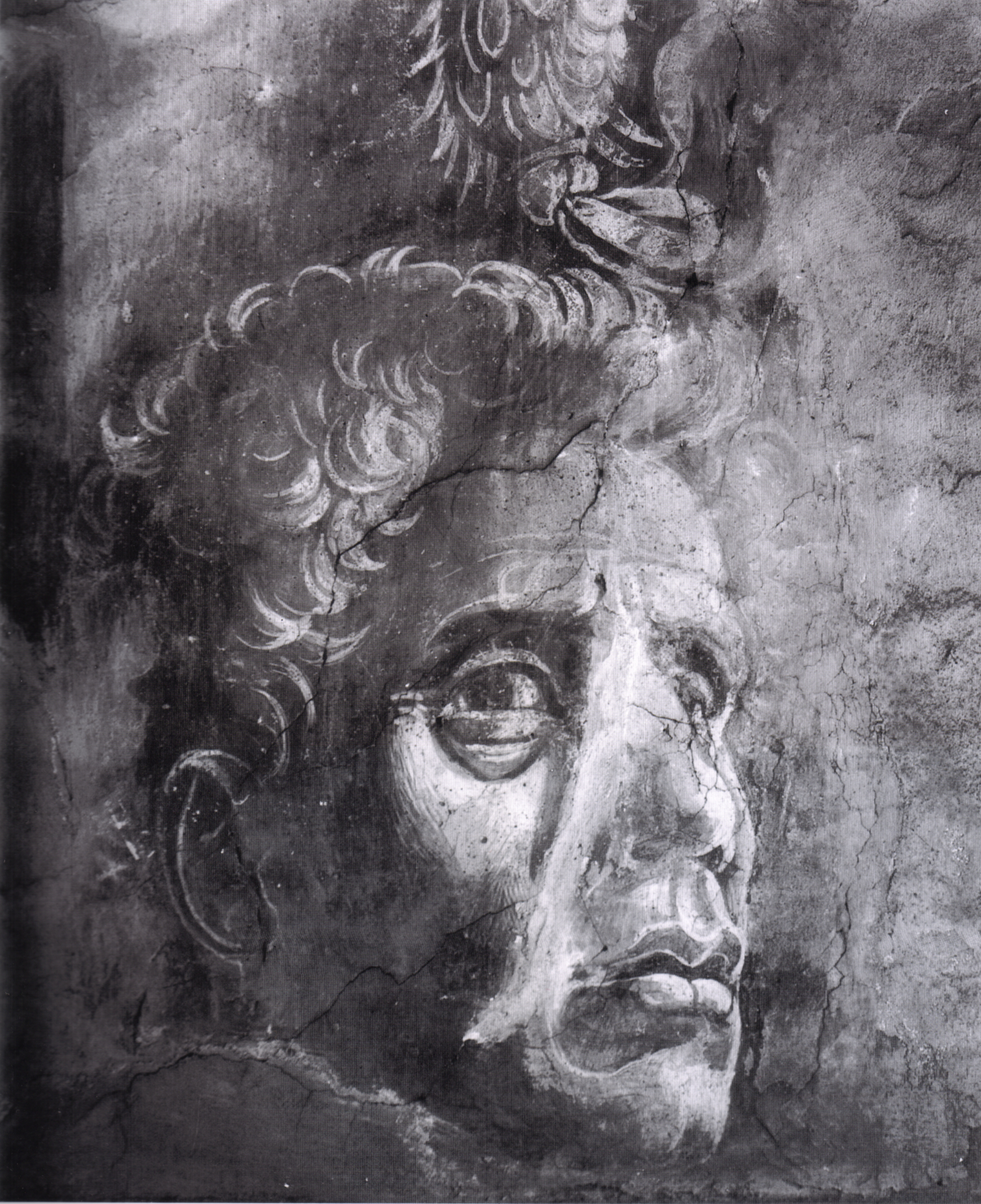
Autoritratto di Mantegna
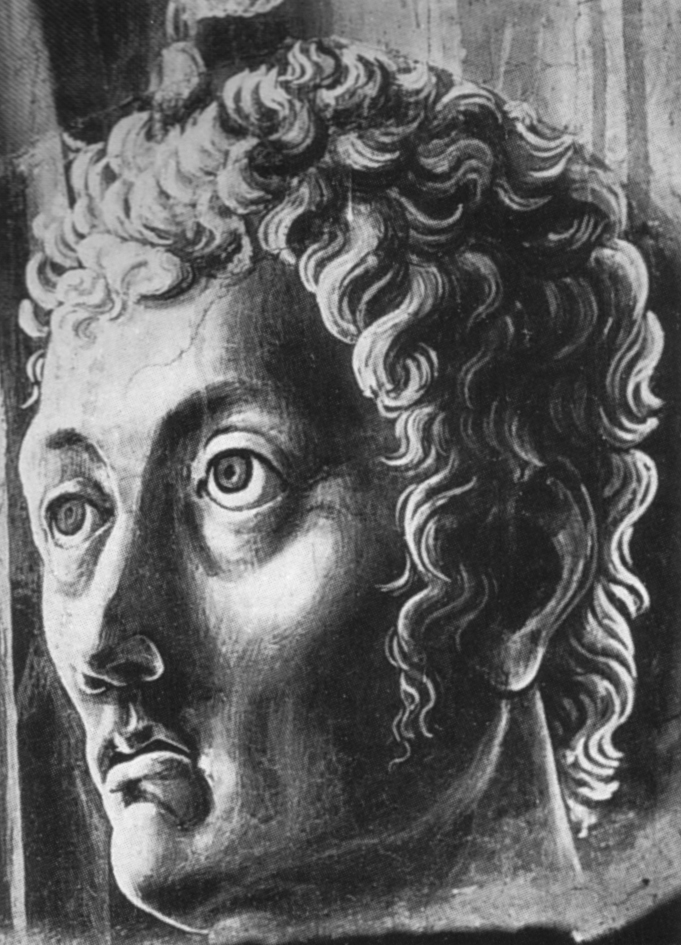
Autoritratto di Nicolò Pizolo